# 海沃德 (威斯康星州)
海沃德（英語：Hayward）是位於美国威斯康辛州索耶縣的一個村鎮，面積3.36平方英里（8.70平方）。據2010年人口普查統計，海沃德有人口2,318人。海沃德是索耶郡的郡治之一。海沃德的歷史開始於1850年代。